# Flickan som trampade på brödet
Flickan som trampade på brödet är en saga av den danske författaren H.C. Andersen. Sagan publicerades 1859.
Den handlar om en bortskämd flicka vid namn Inger som blir adopterad av en rik familj. En dag ska hon besöka sin gamla, fattiga familj och tar med sig en stor brödlimpa. Men när hon kommer till en våtmark kastar hon brödet i sörjan för att kunna gå på det och därigenom slippa smutsiga skor. Men när hon trampar på brödet sugs hon ner i underjorden, förstenad till en staty. Hon hamnar slutligen i helvetet där hon får stå som en prydnadsstaty i djävulens salong. Tiden där nere blir olidlig, för hon kan höra alla människor ovan jord tala illa om henne (även hennes mor). Men slutligen räddas hon från helvetet, tack vare att en liten flicka tycker synd om henne och gråter tårar över henne. Då frigörs hon och kommer upp ovan jord där hon förvandlas till en liten fågel som flyger fri upp mot solen.
Sagan bygger på en gammal sägen från Fyn.